# Fenêtre de Johari
La fenêtre de Johari est une méthode de représentation de la communication entre deux entités. Elle a été créée par Joseph Luft et Harrington Ingham en 1955. Le mot « Johari » est tiré des premières lettres des prénoms de ses inventeurs. 
La fenêtre de Johari sert à classer les différentes informations sur une personne :
- Les informations dont la personne dispose sur elle-même (zone publique et cachée)
- Les informations dont elle ne dispose pas (zone aveugle et zone inconnue)

Son utilisation en formation/séminaire se révèle être un outil, un repère structurel favorisant la connaissance de soi et la connaissance de ce que les autres perçoivent et savent de nous.
| Zone publique - Connu de moi - Connu des autres | Zone aveugle - Inconnu de moi - Connu des autres    |
| Zone cachée - Connu de moi - Inconnu des autres | Zone inconnue - Inconnu de moi - Inconnu des autres |

Dans la version originale en anglais, les cadrans sont Arena (arène), Blind spot (point aveugle), Façade et Unknown (inconnu).